# Lepidodelta
Lepidodelta é um gênero de traça pertencente à família Arctiidae.